# هيتوشي سوغاهاتا
هيتوشي سوغاهاتا (曽 ヶ 端 準) ولد 2 أغسطس 1979 هو لاعب كرة القدم ياباني الذي كان يلعب لكاشيما انتلرز لمدة خمسة عشر عاما على التوالي وحتى الآن.
كان كحارس مرمى ضمن منتخب اليابان في الأولمبية كرة القدم 2004 وخرج في الجولة الأولى، بعد أن احتل المركز الرابع في المجموعة (ب) أدناه متصدر للمجموعة باراغواي وإيطاليا وغانا.

## روابط خارجية
1. ↑  "Stats Centre: Hitoshi Sogahata Facts". الجارديان دوت كوم. مؤرشف من الأصل في 2012-05-25. اطلع عليه بتاريخ 2009-08-05.
2. ↑  "Hitoshi Sogahata Biography and Statistics". Sports Reference. مؤرشف من الأصل في 2018-06-24. اطلع عليه بتاريخ 2009-07-25.

- هيتوشي سوغاهاتا على موقع الاتحاد الدولي (مؤرشف)  (الإنجليزية)
- هيتوشي سوغاهاتا على موقع رابطة كرة القدم اليابانية للمحترفين (اليابانية)
- هيتوشي سوغاهاتا على موقع قاعدة بيانات كرة القدم.إي يو (الإنجليزية)
- هيتوشي سوغاهاتا على موقع ناشيونال فوتبول تيمز (الإنجليزية)
- هيتوشي سوغاهاتا على موقع Soccerway.com (الإنجليزية)
- هيتوشي سوغاهاتا على موقع عالم كرة القدم.نت (الإنجليزية)
- هيتوشي سوغاهاتا على موقع أوليمبيديا (الإنجليزية)